# Frans Segers (verzetsstrijder)
Frans Segers (1751 of 1752 - Deurne, 28 april 1821) was een Zuid-Nederlands verzetsstrijder die vooral bekend werd tijdens de Boerenkrijg.
Segers werd in 1782 koetsier van J.A. Peytier, heer van Merchtem. Peytier benoemde Segers van 1792 tot 1795 tot meier. Daarna werd hij handelaar en van 1795 tot 1796 ook muncipaal agent. Op 1 maart 1796 werd Segers uit zijn functie ontheven omdat hij weigerde de eed van trouw aan de Franse Republiek af te leggen. Hij sloot zich op 22 oktober 1798 aan bij de brigands in Merchtem en Opwijk. Toen de Boerenkrijg echter onderdrukt werd trok hij zich in alle stilte terug uit het openbare leven. Hij overleed jaren later in 1821 als een straatarm man. 

## Bron
- MARTENS, Erik, “De Boerenkrijg in Brabant (1798-1799). De opstand van het jaar 7 in het Dijledepartement”, Uitgeverij De Krijger, 2005, blz. 44, 95, 99, 223.